# Mala stenar

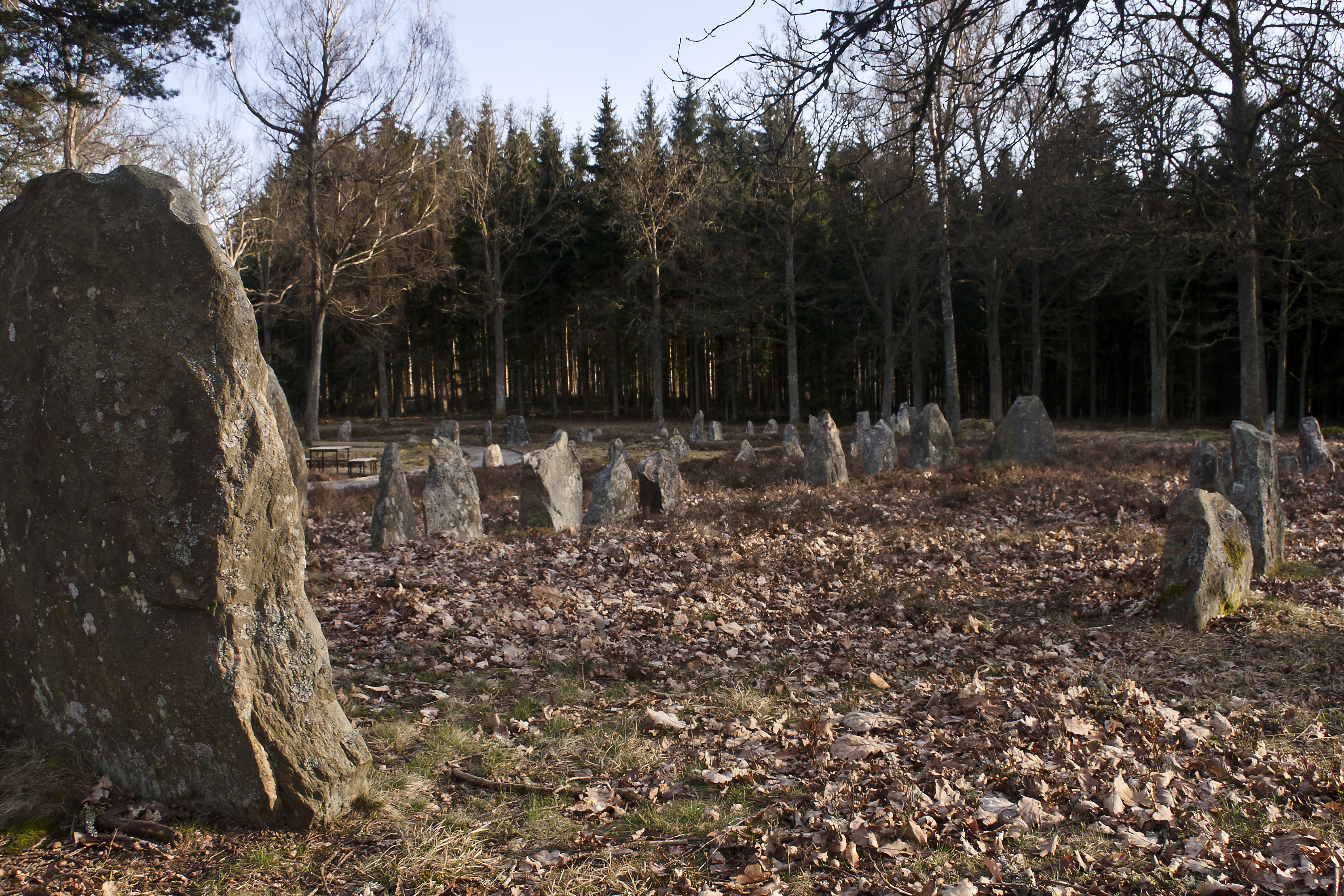
Mala stenar våren 2012.

Mala stenar är ett järnåldersgravfält beläget på en ekbevuxen höjd i Mala i Vankiva socken i Hässleholms kommun i Skåne län.
Gravfältet omfattar 95 x 80 meter och består av cirka 50 fornlämningar. Dessa utgörs av en rund stensättning, sex skeppssättningar och 43 resta stenar, varav 11 är kullfallna. Den största skeppssättningen är 16,5 meter lång och 6 meter bred och består av 16 resta stenar.
Rikedomen av fornlämningar i området pekar på en omfattande bosättning med åkerbruk under den yngre järnåldern. Området anses av Länsstyrelsen i Skåne län vara en särskilt värdefull kulturmiljö som förutom sitt arkeologiska värde också har ett intresse ur landskapssynpunkt.